# Black Elk

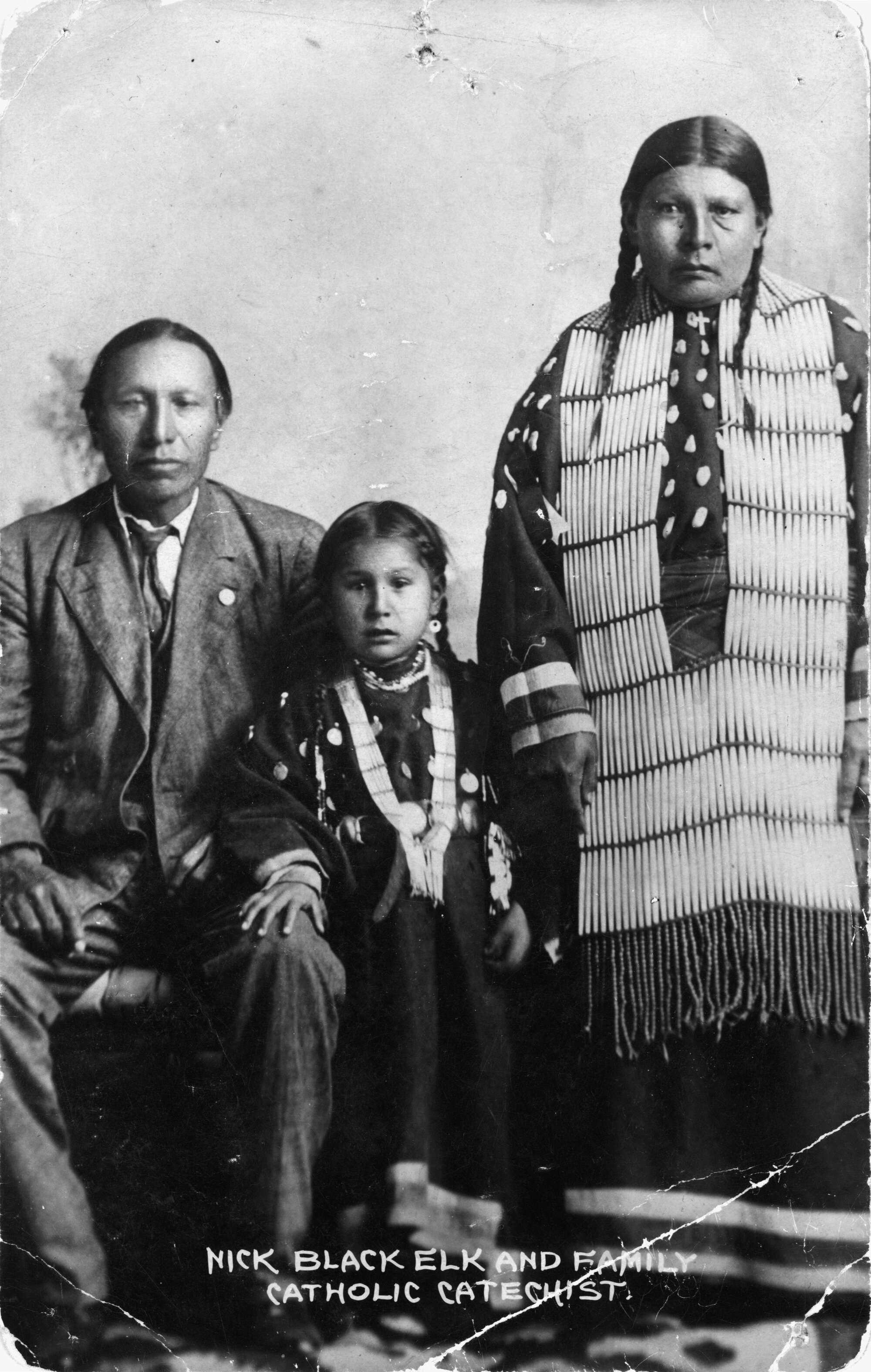
Black Elk

Black Elk (lakota: Heȟáka Sápa), född 1863, död 1950, var medicinman i Oglalasiouxstammen och syssling till Crazy Horse.

## Medverkan i strider
Black Elk var som trettonåring inblandad i slaget vid Little Bighorn 1876, och han skadades i massakern vid Wounded Knee.

## Visioner
Black Elk var redan som barn intresserad av det andliga livet. När han var fyra år gammal kunde han då och då höra en mystisk röst från ingenstans. När han var fem fick han sin första vision. Under ett åskväder tyckte han sig se två män som kom sjungande ut ur ett moln, men de flög plötsligt bort som gäss. Den viktigaste synen kom när han var nio år gammal. Det oglalaband han tillhörde hade slagit läger vid Greasy Grass Creek i juni 1872. Black Elk red omkring och lekte med sina vänner när han plötsligt svimmade. I tolv dagar var han sedan avsvimmad. Efteråt sade han sig under denna tid ha rest upp till den store anden och pratat med honom.

## Andlighet
Sedan 1970-talet har boken Black Elk Speaks blivit en viktig källa för att lära sig om ursprungsbefolkningens andlighet. Med ökad aktivitet inom ursprungsbefolkningens aktivism, ökade även intresset för deras traditionella religioner. Inom rörelsen Amerikas ursprungsbefolkning till exempel, var Black Elk Speaks en viktig källa för dem som söker religiös och andlig inspiration. De har också letat fram Black Elks brorson/systerson Frank Fools Crow, även han medicinman, för att få information om ursprungstraditioner.
Under samma period har intresset ökat bland icke ursprungsbefolkning för ursprungskultur och religion.
11 augusti 2016 döpte US Board on Geographic Names officiellt om Harney Peak, den högsta toppen i South Dakota, till Black Elk Peak för att hedra Nickolas Black Elk och för erkännande av betydelsen av berg för Amerikas ursprungsbefolkning.
21 oktober 2017 kanoniserades Nicholas Black Elk formellt av det katolska stiftet i Rapid City, South Dakota, och det bereder väg för att han kanske en dag utses till helgon. Han är nu utsedd till "Guds tjänare". 